# Rune Bertil Nordenstam
Rune Bertil Nordenstam (Nyköping, Suècia, 20 de febrer de 1936) és un botànic i docent suec.

## Biografia
Fill de Bengt Torgny i Greta Hulda Sofia (Lundh) Nordenstam. Casat amb Gunilla Madeleine Lindberg, el 5 d'abril de 1966. 1 fill, Felicia.
Doctorat en Filosofia a la Universitat de Lund el 1968. Docent a la Universitat de Lund des del 1969. Actualment és professor emèrit del Museu Suec d'Història Natural, Departament de Botànica Fanerogámica.
Ha treballat amb Colchicaceae, Senecioneae i Calenduleae. Va ser l'editor del butlletí de notícies Compositae Newsletter des de 1990 i és coordinador tribal de 'The International Compositae Alliance' amb responsabilitat de les tribus Calenduleae i Senecioneae.
Ha realitzat treballs de camp a Grècia, Suècia, Turquia, Mongòlia, Egipte i Namíbia.
Condecorat amb el Premi Linné de botànica, Royal Physiographic Society, 1980; Membre del Smuts Memorial del Jardí Botànic Nacional, Kirstenbosch, Sud-àfrica, 1962-1963; vicepresident directiu de la junta Directiva Natur och Kultur, 1995.
Ha publicat, en solitari o amb altres autors, nombrosos llibres i articles botànics.